# Tessera del tifoso

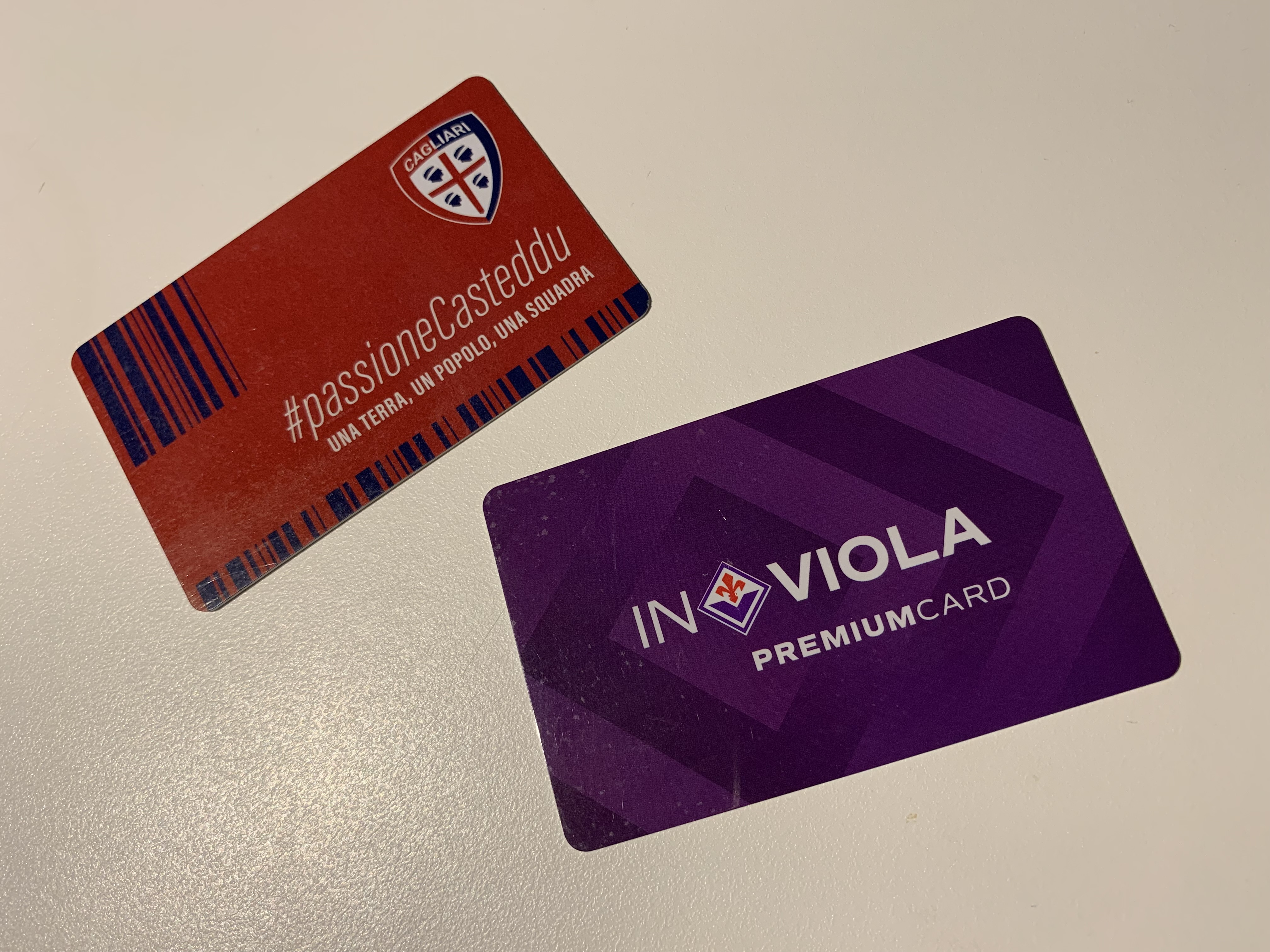
Tessere del tifoso del Cagliari Calcio e dell'ACF Fiorentina

La tessera del tifoso è un lasciapassare adottato dalle squadre di calcio italiane dopo l'emanazione, il 14 agosto 2009, di una direttiva del Ministero dell'interno del governo Berlusconi IV, Roberto Maroni, in cui si prevedevano verifiche della Questura al fine di identificare i tifosi di una squadra calcistica o della Nazionale di calcio dell'Italia. Dal 2017 è necessaria unicamente per accedere alle manifestazioni sportive a rischio elevato.

## Storia
In un primo momento si era pensato di attivare la tessera in maniera graduale, cominciando dalla stagione 2009-2010 e rendendola obbligatoria per le trasferte solo dal 1º gennaio 2010, dando così il tempo alle società di adeguarsi. All'inizio della stagione 2009-2010 solo due squadre erano dotate della tessera, l'Inter e il Milan (che però non aveva inserito la foto nella tessera come previsto dalla normativa). Tra le altre, solo la Juventus era pronta a dare il via. Quindi, vista la situazione, le società hanno chiesto il rinvio alla stagione successiva.
Il 21 novembre 2009 il ministro Maroni accoglie la richiesta delle società di perfezionare l'iniziativa rispondendo alle esigenze dei club: proroga, quindi, l'avvio della normativa fino all'inizio della stagione agonistica 2010-2011, così da avere l'adesione di tutte le società. Il 30 luglio 2010 Maroni ha firmato un protocollo d'intesa con Ferrovie dello Stato e Autogrill Spa per promuovere la tessera del tifoso, al fine di procurare agevolazione ai tifosi che si sposteranno per raggiungere il luogo dell'incontro con uno sconto del 15% sul costo del biglietto ferroviario del 10% per le consumazioni nei ristoranti "Ciao".
Il 24 agosto 2010 il quotidiano napoletano Il Mattino lancia l'allarme sulle "tessere false" ma la notizia viene smentita dal questore. Il 25 agosto 2010 un intervento del ministro Maroni alla Berghèm Fest viene duramente contestato da 500 ultras dell'Atalanta contrari alla tessera. All'indomani della prima giornata del campionato di Serie A 2010-2011, Maurizio Beretta, presidente della Lega Nazionale Professionisti Serie A, ha dichiarato che «non abbiamo assolutamente motivi per essere insoddisfatti». Ma nelle prime giornate di campionato vengono accettati anche i tifosi privi della tessera ma in possesso di un documento che ne certifichi l'avvenuta richiesta.
Durante le prime partite, in più di un'occasione tifosi ospiti si recano allo stadio senza tessera del tifoso vengono fatti accomodare in tribuna in mezzo al pubblico di casa con un cordone di steward, creando, in alcune occasioni, scontri. Dopo Udinese-Genoa con i tifosi ospiti in tribuna l'Udinese sceglie di creare un settore ospiti "aggiunto" per chi non è dotato di tessera del tifoso.
Il 21 giugno 2011, al Ministero dell'interno, viene firmato il Protocollo d'Intesa tra il ministro Roberto Maroni e i presidenti di CONI, FIGC, Serie A, Serie B e Lega Pro che introduce una serie di novità nell'applicazione della Tessera del Tifoso:
- Trasferte e abbonamenti riservati unicamente ai possessori della Tessera del Tifoso;
- Riqualificazione e ammodernamento dei settori riservati ai tifosi ospiti;
- Apertura di un tavolo di confronto tra l'Osservatorio nazionale sulle manifestazioni sportive e rappresentanti delle tifoserie organizzate.

Un protocollo siglato nel 2017 da FIGC, CONI, Ministero dell'interno e Ministro per lo sport ne ha ristretto l'utilizzo alle sole manifestazioni sportive cui l'Osservatorio Nazionale assegna un livello di rischio elevato, evolvendosi in una sorta di carta di fedeltà.

## Modalità di rilascio
Nella quasi totalità dei casi è rilasciata dalle banche o dal circuito Lottomatica. La smart card, oltre a costituire titolo di accesso allo stadio, è una carta di credito ricaricabile con una validità di 5 anni. Il 14 dicembre 2011 è stata dichiarato illegittimo l'abbinamento della tessera con l'acquisto di carte di credito elettroniche, proposte da alcune società, tramite una pronuncia del Consiglio di Stato che ha accolto il ricorso del Codacons.
In alcuni casi è rilasciata direttamente dalle società calcistiche. La tessera non ha un costo fisso: è generalmente gratuita per gli abbonati o per coloro che l'hanno richiesta entro un certo tempo utile, mentre ha un prezzo di 10 euro per i non abbonati e per coloro che decidono di sottoscriverla in un qualsiasi momento.

## Rapporti con il sottoscrivente

### Uso principale
È utilizzata per seguire la propria squadra in trasferta ed entrare nei settori dello stadio riservato agli ospiti, ma può servire anche per snellire il controllo dei documenti ai varchi, o dalle società per incrementare il merchandising. Spesso ai possessori vengono riservati un paio di giorni nei quali hanno diritto alla prelazione sui biglietti di un evento.

### Dati generali
Il rapporto che si instaura tra la società sportiva e il tifoso sottoscrivente è analogo a quello che c'è nel mondo commerciale, dove i dati sensibili e personali sono conservati solo dalle società e utilizzati nel rispetto del codice in materia di protezione dei dati personali. Il costo si aggira mediamente intorno ai 10 euro. Ha le dimensioni di una carta di credito (formato A8), con micro-chip e foto del possessore.

### Condizioni per il possesso
Secondo il Ministero dell'interno, sono esclusi dal programma i condannati per reati da stadio (anche con sentenza non definitiva) entro i 5 anni successivi alla condanna e coloro che sono sottoposti a Daspo.

## Reazioni
Una forte opposizione c'è stata dal mondo degli ultras, rappresentati dall'avvocato Lorenzo Contucci, il quale sostiene che «è l'anticamera della carta sui diritti civili, un provvedimento da Ventennio». Numerose sono state poi le proteste e le iniziative personali prese dai singoli gruppi di tifosi sparsi in tutto lo stivale. I gruppi ultras dell'Atalanta, della Ternana e della Lazio scelgono di sciogliersi in gesto di estrema protesta e molti si sono detti pronti a uno sciopero del tifo a oltranza.
Una netta posizione contraria arriva anche da molti protagonisti del mondo del calcio. Tra le voci contrarie vi è quella di Marcello Lippi, ex CT della Nazionale italiana, e quella di Michel Platini, presidente della UEFA. Sono contrari anche Renzo Ulivieri, presidente dell'AIAC, Urbano Cairo, presidente del Torino, Maurizio Zamparini presidente del Palermo, Zdeněk Zeman e il Cosenza. Reazioni negative sono arrivate anche dai calciatori con Daniele De Rossi, Fabrizio Miccoli, Angelo Palombo e Francesco Totti. Appoggiano l'uscita di De Rossi anche Beppe Grillo e Michelangelo Fournier, segretario generale regionale Lazio Consap.
Anche la politica dice la sua. A guidare il fronte dei "no" è Paolo Cento, coordinatore nazionale di Sinistra e Libertà; rilasciano interviste al riguardo anche Enrico Pavanetto, assessore alla sicurezza della Provincia di Padova e Luciano Masieri, assessore allo Sport del Comune di Ferrara. C'è anche spazio per una polemica tra i giornalisti e le società. Infatti la Roma avverte che anche i giornalisti dovranno tesserarsi cosa che scatena numerose polemiche da parte dell'USSI e da parte dell'ordine dei giornalisti.
Contrari si dichiarano anche Claudio Amendola,  l'inviato di Striscia la notizia Cristiano Militello e Massimo Fini. Nonostante l'opposizione piuttosto ampia, la posizione del ministro dell'interno Roberto Maroni non è cambiata.
Sul fronte dei favorevoli si trovano invece il successivo ministro Annamaria Cancellieri, l'ex amministratore delegato del Catania, Pietro Lo Monaco, inizialmente contrario, il presidente della Lazio Claudio Lotito, il presidente dell'Atalanta Antonio Percassi, L'ex Prefetto di Roma Giuseppe Pecoraro, il presidente della Provincia di Savona Angelo Vaccarezza, il segretario generale del sindacato di Polizia SAP Nicola Tanzi e il presidente della Regione Veneto Luca Zaia.